# 脚木足河
脚木足河（正确发音为：脚木脚；藏语：kyom-kyo）是大渡河的支流之一，流经马尔康县的日部乡、康山乡、草登乡、龙尔甲乡和脚木足乡。
在嘉绒语里，"脚"（co）是“山谷”的意思。